# Hans Arnold (Fußballspieler, 1941)
Hans Arnold (* 8. Oktober 1941 in Mannheim; † 8. Mai 1991 in Bologna, Italien) war ein deutscher Fußballspieler.

## Laufbahn

### Amateur und Oberliga, bis 1963
Fußballerisch beim VfL Neckarau aufgewachsen, begann seine höherklassige Karriere beim VfR Mannheim in der Saison 1960/61 in der Fußball-Oberliga Süd. Am ersten Spieltag, den 14. August 1960, debütierte er in der höchsten süddeutschen Liga im Angriff der Rasensportler bei der 1:2-Niederlage gegen den 1. FC Nürnberg. Trainer Philipp Rohr brachte den torgefährlichen Halbstürmer in 20 Spielen zum Einsatz und der Ex-Amateur erzielte 17 Tore. Nur Mittelstürmer Rudolf Bast konnte sein Resultat um ein Tor übertreffen. Bundestrainer Sepp Herberger setzte am 13. Mai 1961 in Waterschei das Mannheimer Talent im Spiel der deutschen Juniorennationalmannschaft U 23 gegen Belgien ein. Den zweiten Einsatz hatte Arnold am 20. September 1961 in Odense gegen Dänemark, wobei er mit Otto Luttrop und Ingo Porges die deutsche Läuferreihe beim 1:0-Sieg bildete. Von 1960 bis 1963 absolvierte Arnold 76 Oberligaspiele für den VfR und erzielte an der Seite von Torhüter Hans Benzler und Mittelläufer Hans-Jürgen Wäckerle dabei 37 Tore. Da aber die Platzierungen – auch im letzten Oberligajahr 1962/63 unter Trainer Helmut Kronsbein kam der VfR Mannheim lediglich auf den 12. Rang – nicht für eine Nominierung für die neue Fußball-Bundesliga ausreichten, wechselte er 1963 zum VfB Stuttgart in die Bundesliga.

### Bundesliga, 1963 bis 1971
Er bestritt von 1963 bis 1971 für die Schwaben 204 Bundesligaspiele und erzielte hierbei 9 Tore. Zweimal der fünfte Rang in den Jahren 1964 und 1969 waren das beste Abschneiden. In acht Runden beim VfB erlebte er mit Kurt Baluses, Rudi Gutendorf, Albert Sing, Gunther Baumann, Franz Seybold und Branko Zebec sechs Trainer.
Arnold war 1971 in den Bundesliga-Skandal verwickelt. Er und seine Mitspieler Hans Eisele und Hartmut Weiß ließen sich dafür bezahlen, dass der VfB mit 0:1 in Bielefeld verlor. Nach seiner lebenslangen Sperre wurde er Trainer der Sportfreunde Stuttgart. 1972 wurde er Trainer des VfR Aalen zu seinem Co-Trainer berief er Franz Seybold, welcher beim VfB einst Arnold selbst trainiert hatte. Unter der Leitung des Teams Arnold/Seybold erspielte sich der VfR in der Saison 1972/73 mit einem Torverhältnis von 61:29 den zweiten Platz der Amateurliga Nordwürttemberg.
Nachdem seine lebenslange Sperre in eine zweijährige umgewandelt wurde, schloss er sich der SpVgg 07 Ludwigsburg an.

### Nach der Spielerkarriere
Von 1972 bis 1973 war er Trainer beim VfR Aalen. 1978 kehrte er als Co-Trainer zum VfB Stuttgart zurück und löste den nach Freiburg wechselnden Co-Trainer Norbert Wagner ab. Später engagierte er sich im Jugendbereich und führte die A-Jugend der Weiß-Roten 1981 zur Deutschen Jugendmeisterschaft. Zuletzt arbeitete Arnold als Scout für die Stuttgarter unter Trainer Christoph Daum. Bei einem Spiel der VfB-Traditionself im Stadio Renato Dall’Ara von Bologna (Italien) brach Hans Arnold am 8. Mai 1991 im Alter von 49 Jahren zusammen und verstarb.